# Rolf Büttiker
Rolf Büttiker (Wolfwil, 27 juni 1950) is een Zwitsers politicus voor de Vrijzinnig-Democratische Partij (FDP/PRD) uit het kanton Solothurn.

## Biografie

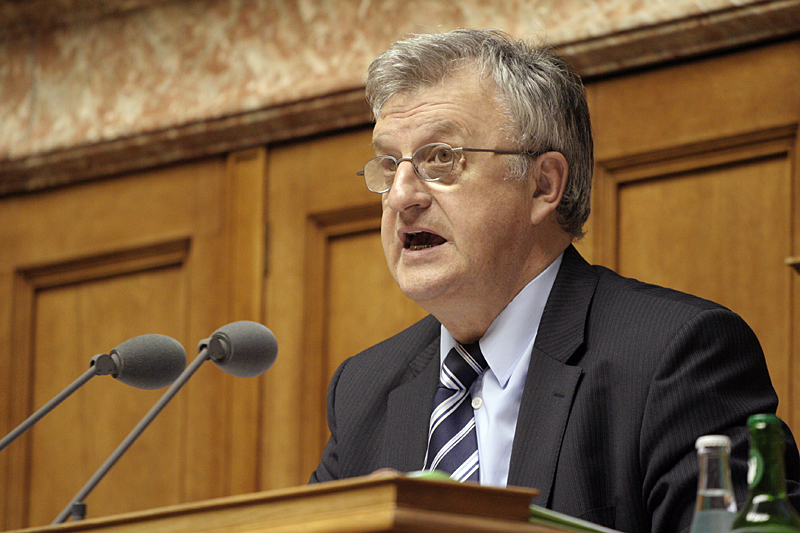
Rolf Büttiker tijdens een toespraak als voorzitter van de Kantonsraad, 2006.

Rolf Büttiker in de Kantonsraad.

Rolf Büttiker behaalde in 1976 een diploma in de natuurwetenschappen aan de Universiteit van Zürich. Van 1977 tot 2001 was hij lid van het gemeentebestuur van Wolfwil. Tussen 1981 en 1987 zetelde hij in de constituante van Solothurn. Tussen 30 november 1987 en 24 november 1991 was hij lid van de Nationale Raad. Van 25 november 1991 tot 4 december 2011 zetelde hij in de Kantonsraad, waarvan hij van 28 november tot 3 december 2006 voorzitter was. Hij werd als Kantonsraadslid opgevolgd door Pirmin Bischof van de Christendemocratische Volkspartij (CVP/PDC).